# ウォルト・ディズニー・クリエイティブ・エンターテインメント
ウォルト・ディズニー・クリエイティブ・エンターテインメント（英: Walt Disney Creative Entertainment）とは、ディズニー・エクスペリエンス（ウォルト・ディズニー・カンパニー）が展開するディズニーパークやディズニー・クルーズ・ラインなどで開催されているショーやパレードなどのエンターテインメントを製作する部門である。現在はパーク部門の1つであるウォルト・ディズニー・イマジニアリングの子会社であり、映画製作部門であるウォルト・ディズニー・スタジオのディズニー・シアトリカル・グループと協力している。

## 歴史
ディズニークリエイティブエンターテインメントは、エグゼクティブバイスプレジデントのアンハンバーガーが着任した2000年に設立された。
東京ディズニーリゾートについてはオリエンタルランドとウォルト・ディズニー・イマジニアリングと話し合いながら決めている。

## 製作したショー一覧

### ディズニーランド・リゾート
ディズニーランド
ディズニー・カリフォルニア・アドベンチャー
- ピクサー・プレイタイム
- ワールド・オブ・カラー
- アラジン・ミュージカル・スペクタキュラー
- ディズニージュニア-ライブオンステージ！

### ウォルト・ディズニー・ワールド・リゾート
マジック・キングダム
エプコット
- ディズニージュニア-ライブオンステージ！
- レーザーフォニックファンタジー[2]
- イルミネーション

ディズニー・ハリウッド・スタジオ
- ディック・トレーシー
- ファンタズミック!
- ディズニージュニア-ライブオンステージ！
- スター・ウォーズ・ギャラクティック・スペクタキュラー

ディズニー・アニマル・キングダム

### 東京ディズニーリゾート
東京ディズニーランド
- ワンス・アポン・ア・タイム
- アナと雪の女王:フローズン・フォーエバー
- ディズニー・ギフト・オブ・クリスマス
- Celebrate! Tokyo Disneyland

東京ディズニーシー
- ブラヴィッシーモ!
- ファンタズミック!

### ディズニーランド・パリ
ディズニーランド・パーク
- ディズニーのかつての夢のパレード
- ワンス・アポン・ア・タイム
- ディズニー・ドリーム
- ディズニー・イルミネーション
- ディズニー・スターズ・オン・パレード
- くまのプーさんと仲間たち

ウォルト・ディズニー・スタジオ・パーク
- ディズニージュニア:ライブオンステージ！

### 香港ディズニーランド・リゾート
香港ディズニーランド
- ライオンキング・パレード
- ミッキーと不思議な本
- ファンタジーパレードのフライト
- ミッキーの雨の日エクスプレス
- ディズニー・ペイント・ザ・ナイト

### 上海ディズニーリゾート
上海ディズニーランド
- イグナイト・ザ・ドリーム

### ディズニー・クルーズ・ライン
- Twice Charmed - ディズニー・マジック
- もつれたミュージカル - ディズニー・マジック
- トイ・ストーリー・ザ・ミュージカル - ディズニー・ワンダー
- ゴールデン・ミッキー - ディズニー・マジック、ディズニー・ワンダー、ディズニー・ドリーム
- ディズニー・ビリーブ - ディズニー・ファンタジーとディズニー・ドリーム
- ヴィランズ！ - ディズニーマジックとディズニードリーム